# Al Cohn
Al Cohn (New York, 1925. november 24. – Stroudsburg, 1988. február 15.), amerikai dzsessz-szaxofonos, hangszerelő, zeneszerző.

## Pályafutása
Mint tenorszaxofonos és mint hangszerelő is sokat foglalkoztatott zenész volt. Jelentősebb  munkái közé tartozott például a „Sophisticated Ladies” Duke Ellington zenéjére született Broadway-produkció.
Saját szerzeményeit felhasználta – mások mellett – Maynard Ferguson, Gerry Mulligan, Terry Gibbs és Bob Brookmeyer big bandje. Ezenkívül a 80-as évek kiadatlan Linda Ronstadt addig felvételeit is közzétette.
1972-ben Elvis Presleyvel volt színpadon a „Madison Square Garden Joe Malin Orchestra” tagjaként. Első felesége Marilyn Moore énekesnő volt, fia Joe Cohn, jazzgitáros. Unokája is zenész, a Tuba Skinny zenekar kornettosa. Joe Cohn lánya, Shaye Chon harmonikán, hegedűn és zongorán is játszik.
Al Cohn májrákban halt meg a pennsylvaniai Stroudsburgban 1988-ban.

## Lemezeiből
- 1950: Cohn's Tones
- 1956: Cohn on the Saxophone
- 1957: The Al Cohn Quintet Featuring Bob Brookmeyer
- 1962: Jazz Mission to Moscow
- 1975: Play It Now
- 1976: Al Cohn's America
- 1979: No Problem
- 1981: Nonpareil: & Lou Levy, Monty Budwig, Jake Hanna
- 1976: True Blue: & Dexter Gordon
- 1976: Silver Blue (& Dexter Gordon)
- 1977: Heavy Love (& Jimmy Rowles)
- 1981: Tour De Force (live in Giappone, Buddy Tate, Scott Hamilton)
- 1984: Standards of Excellence
- 1987: Rifftide